# Geschiedenis van Corsica
Dit artikel behandelt de geschiedenis van Corsica.

## Eerste bewoners
Al voor 6000 v.Chr. waren er mensen op Corsica, zo toont een gevonden skelet aan dat nu in het museé départemental de l'Alta Rocca van Levie ligt. Zij wordt la dame de Bonifacio genoemd. Rond 3300 v.Chr. nam de bevolking toe en deze legde zich toe op landbouw. Er werden ook al eenvoudige menhirs opgericht.

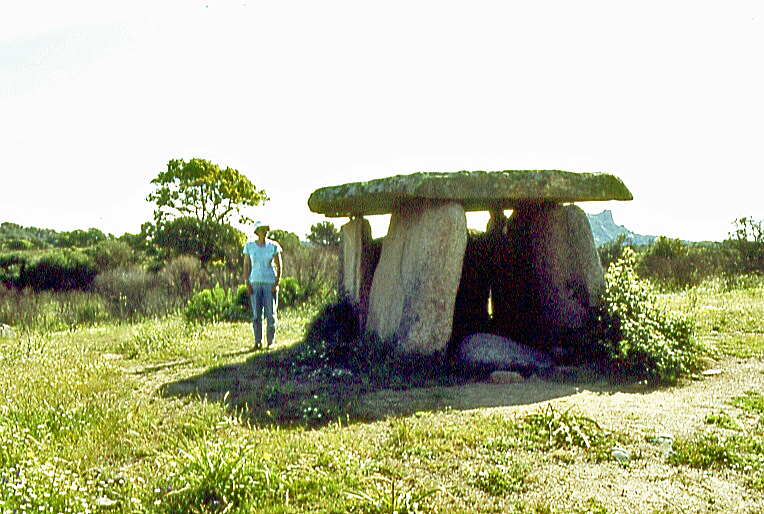
Dolmen de Fontanaccia, ook wel la forge de diable (duivelsmederij) genoemd; 2,60 lang, 1,60 breed en 1,80 hoog

## Bronstijd

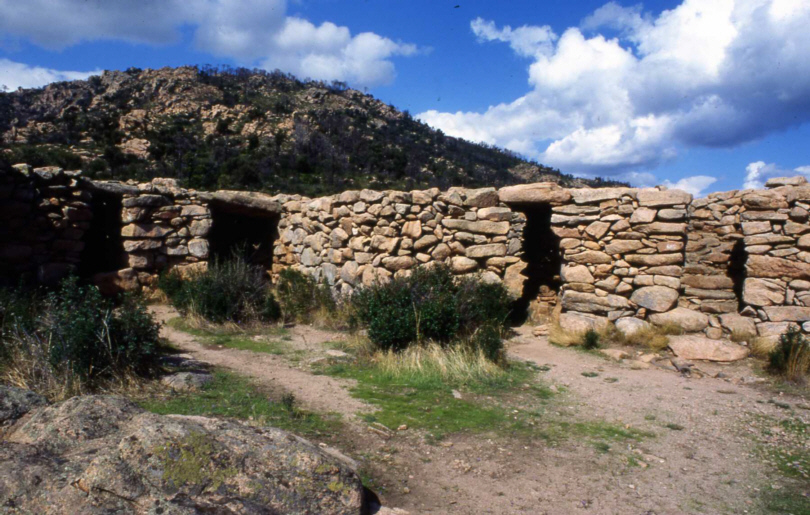
Casteddu Arraghiu

Tijdens de Bronstijd (2000-500 v.Chr.) was Corsica bevolkt met stammen die in krijgerverband leefden: de sterkste stam kon het meeste macht bezitten. De rijkste konden hun dorpen ombouwen in versterkte plaatsten (zoals Filitosa). Ook kwamen er meer geavanceerde menhirs, zoals de standbeeld menhirs met menselijke vormen die waarschijnlijk met rode oker werden versierd. Deze menhirs werden tot de ijzertijd gemaakt.
De cultuur van de stammen op Corsica had veel gemeen met die op Sardinië en de Balearen. Op alle eilanden zijn nuraghe's teruggevonden, wat wijst op maritieme contacten, maar de stammen op de eilanden vormden geen politieke eenheid. Op Corsica worden de nuraghe's torre genoemd. De cultuur wordt dan ook Torreanen genoemd. Corsica verschilde wel op één punt sterk met de andere twee: de cultuur op Corsica was laat-Megalithisch, terwijl de andere tot de Klokbekercultuur behoorden. Dit betekent dat de volkeren op Corsica verder gingen met hun megalithische kunst, zoals de megalithische graven in Settiva en Fontanaccia, terwijl de andere in een verder stadium zaten.
Er werden ook nieuwe structuren gemaakt; de casteddu. Er zijn twintig bekend op Corsica.
Er zijn dertig grafkamers en dolmens aangetroffen op Corsica. Er zijn meer dan vijftig mehirs in Filitosa aangetroffen en meer dan veertig in Rinaghju, in Pagliaghju zijn zelfs ca. 258 aangetroffen.

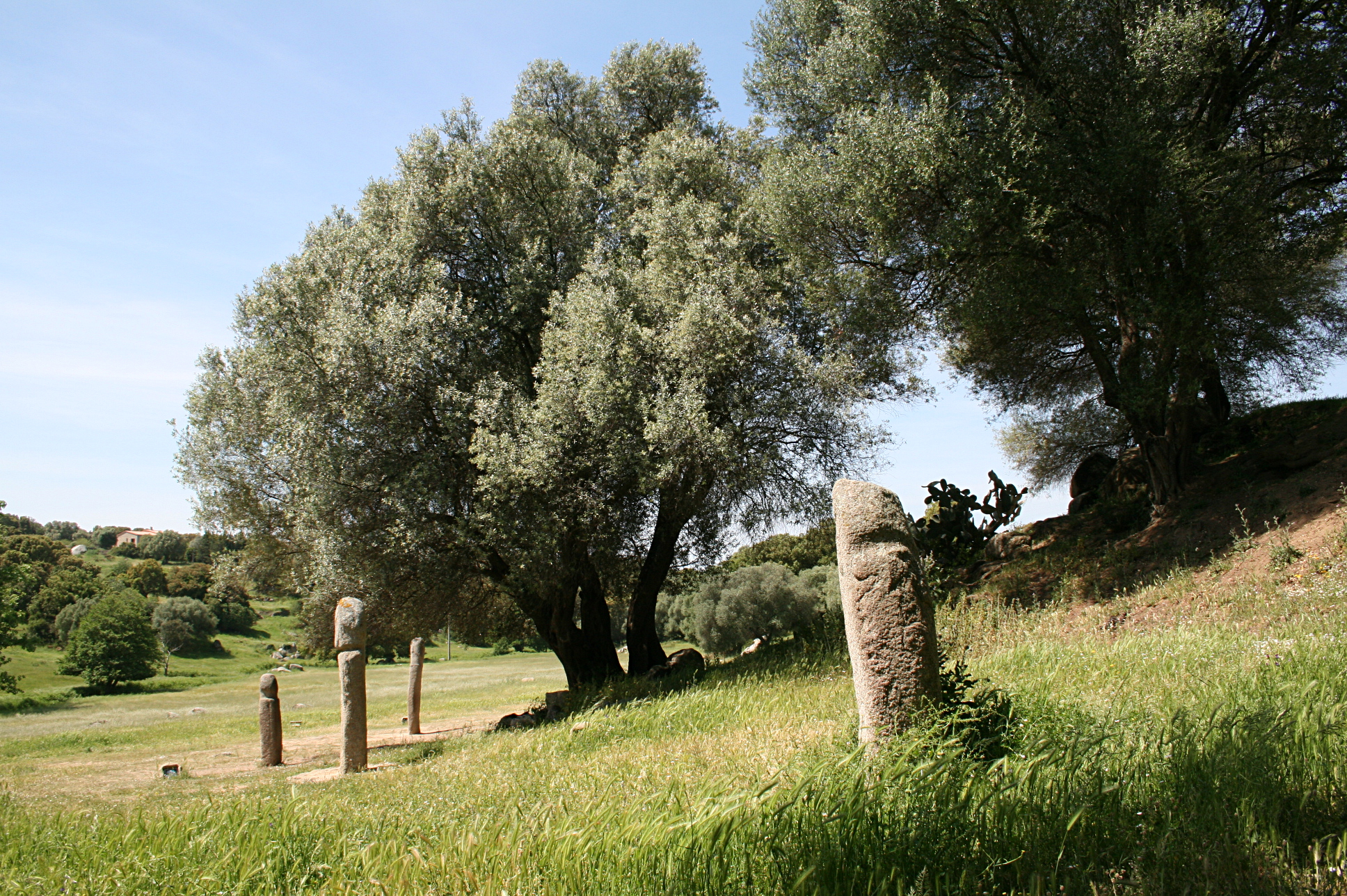
Standbeeld menhirs in Filitosa
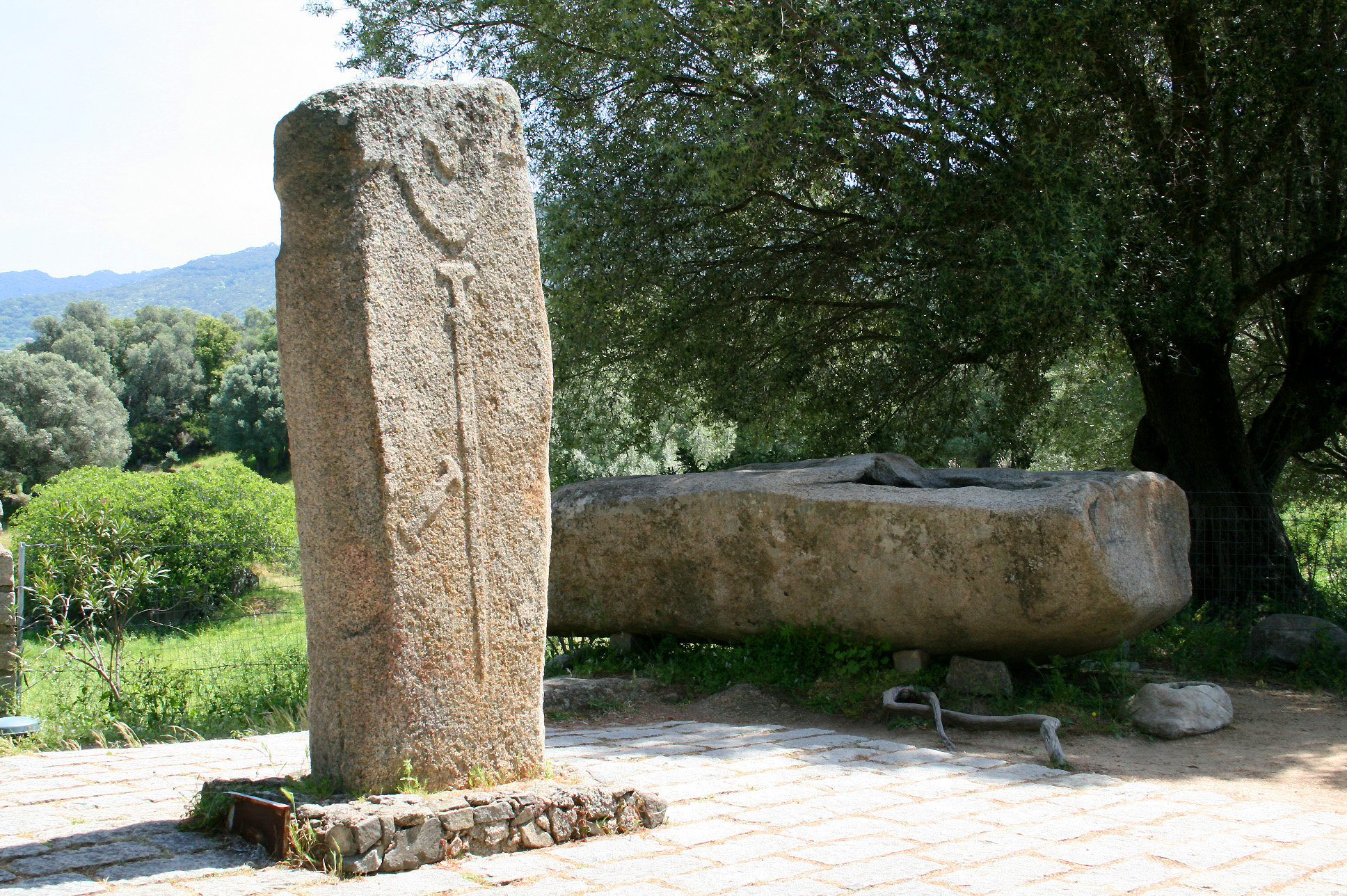
Standbeeld menhir in Filitosa
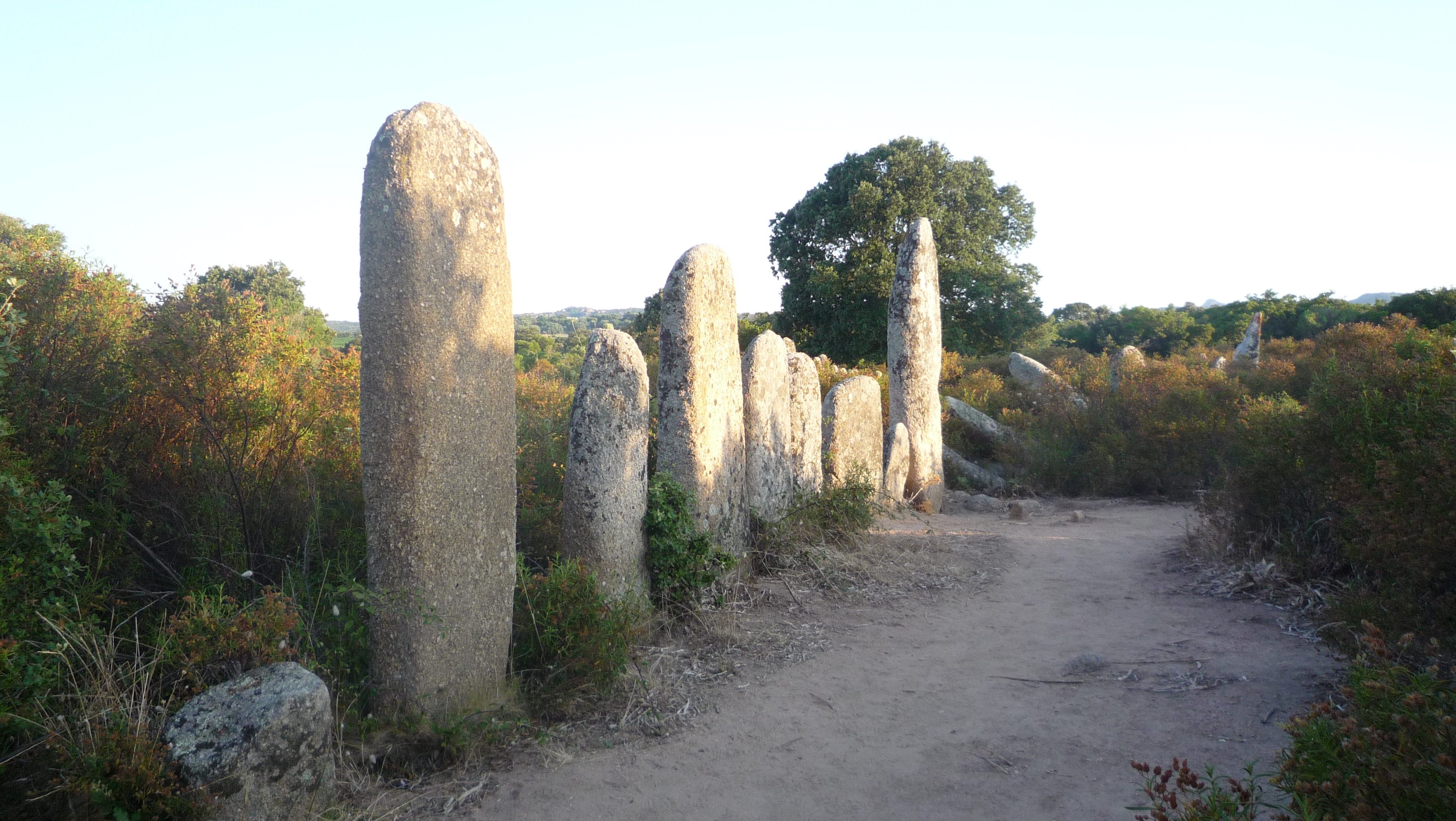
Alignement van menhirs in Pagliajo
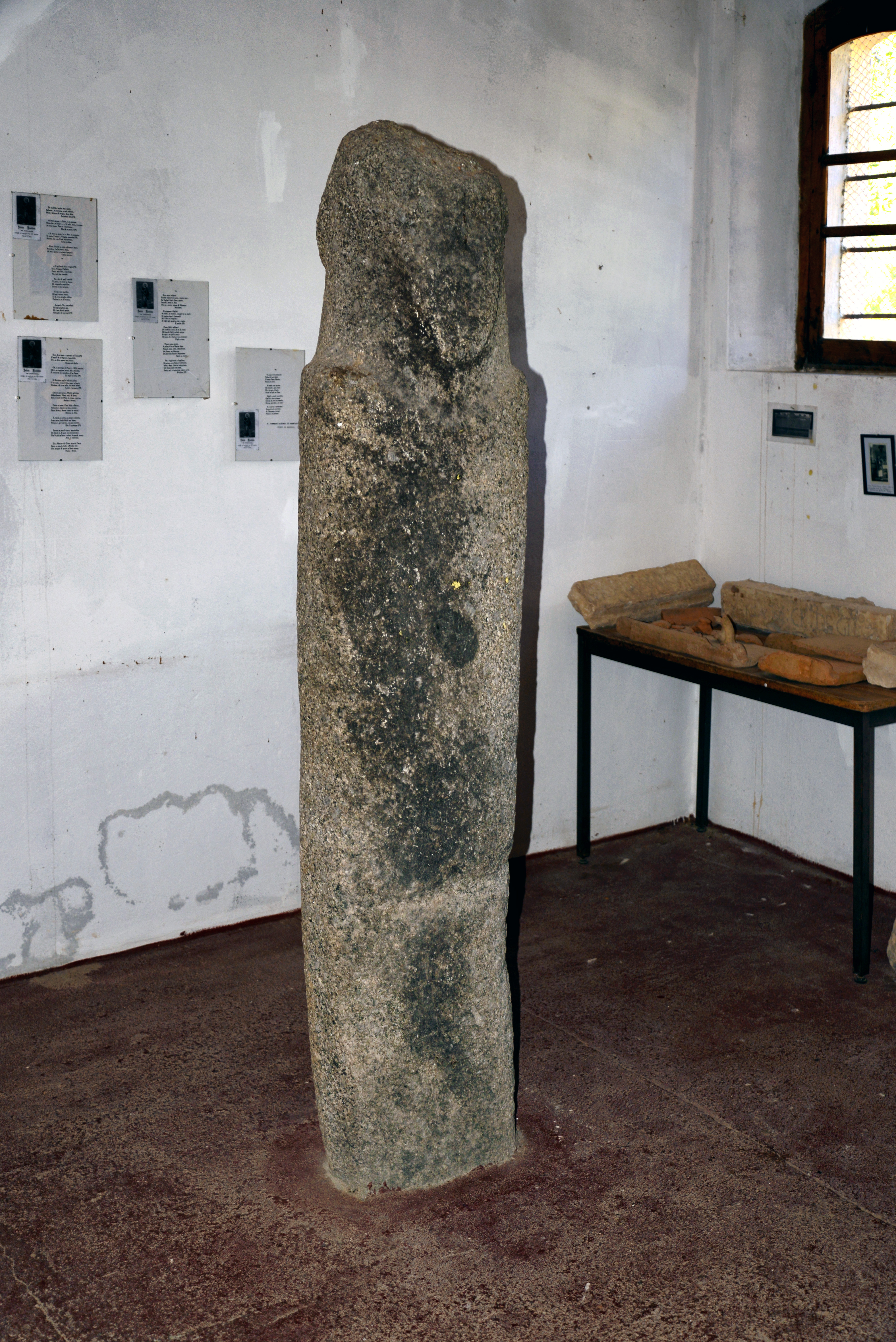
Standbeeld menhir, type "leger", gelegen in de sacristie van de kerk van Santa Restituta
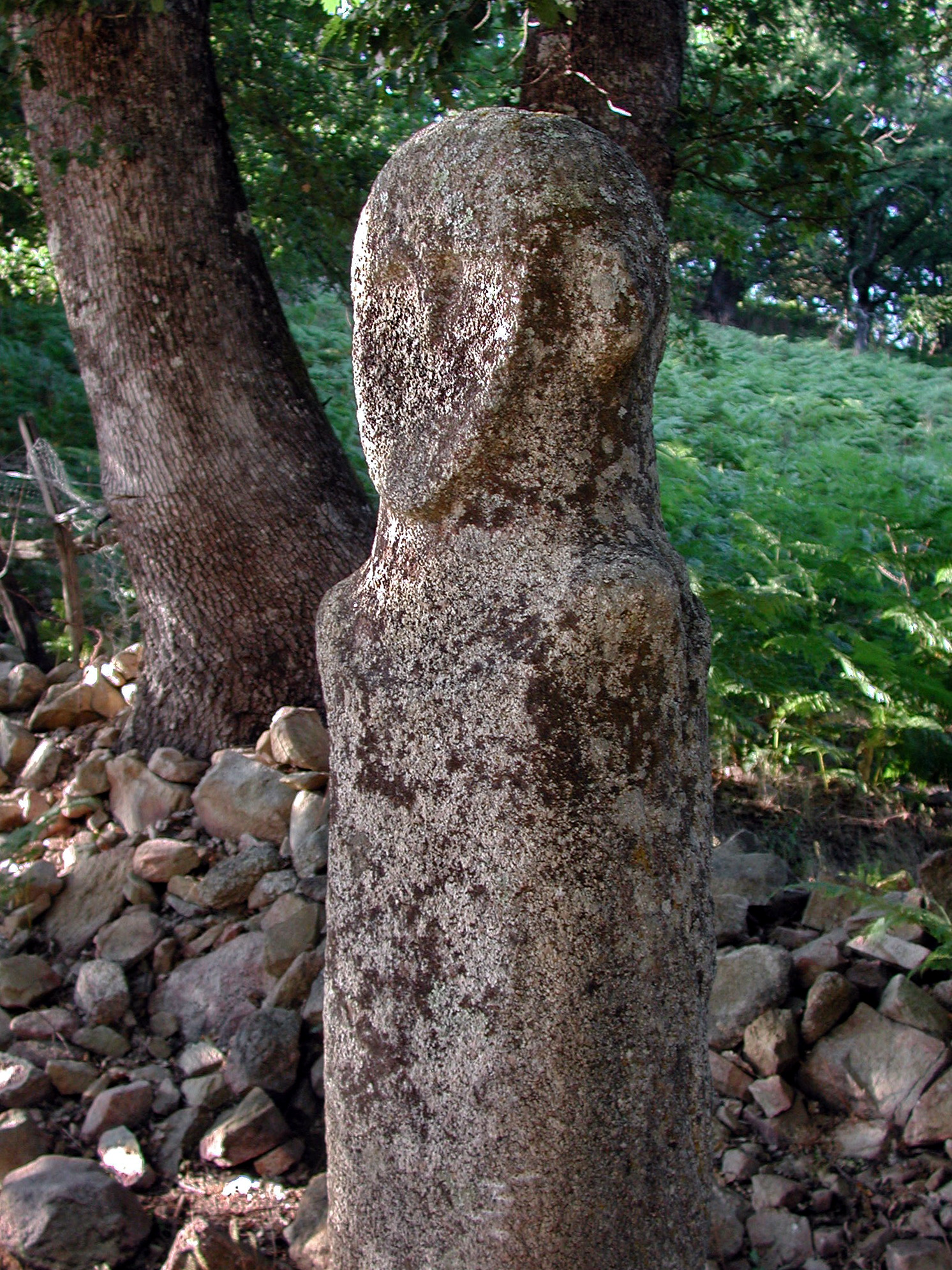
Standbeeld menhir in Tavéra
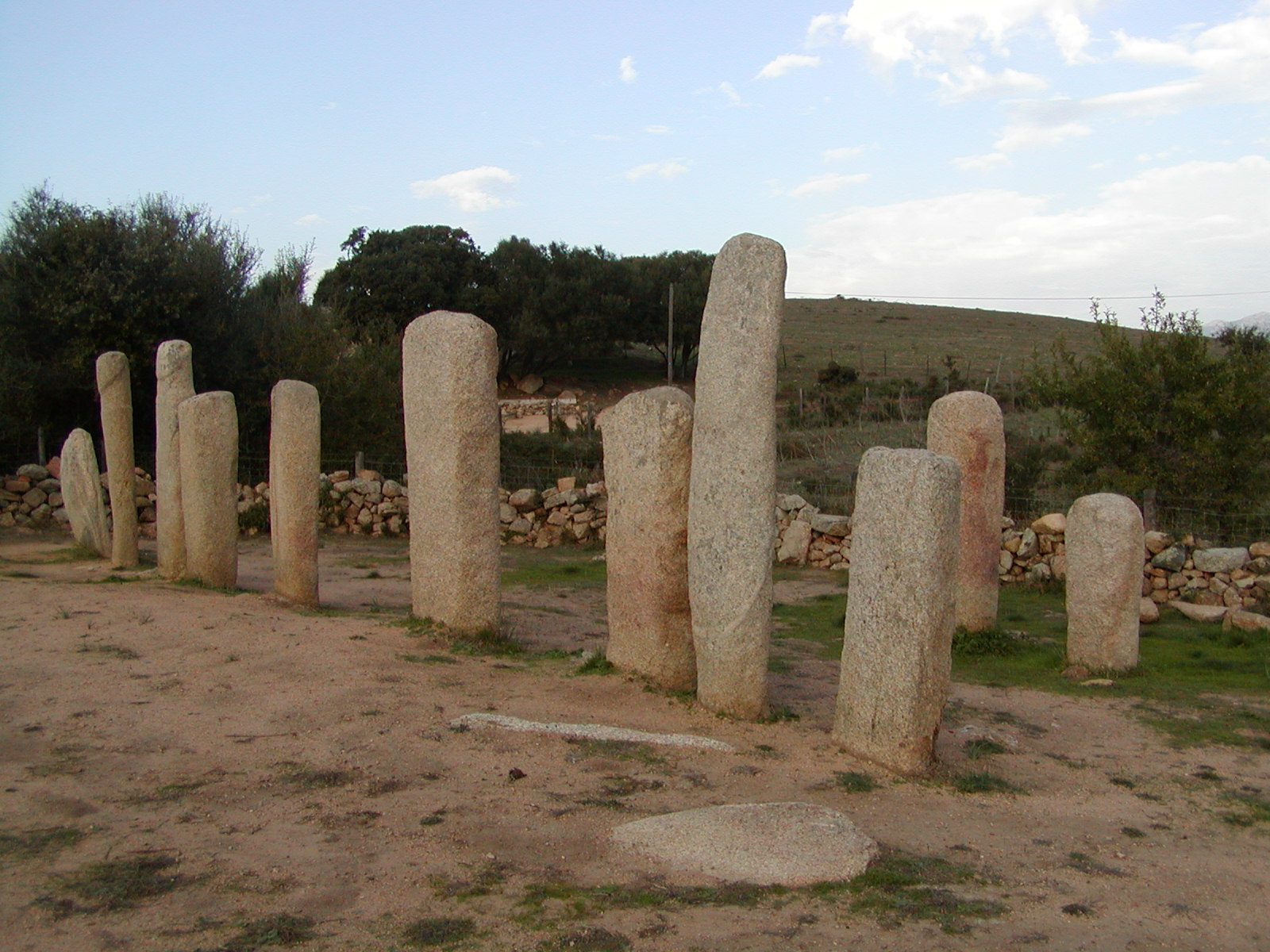
Steenrij van Stantari; voorkant is op het oosten gericht
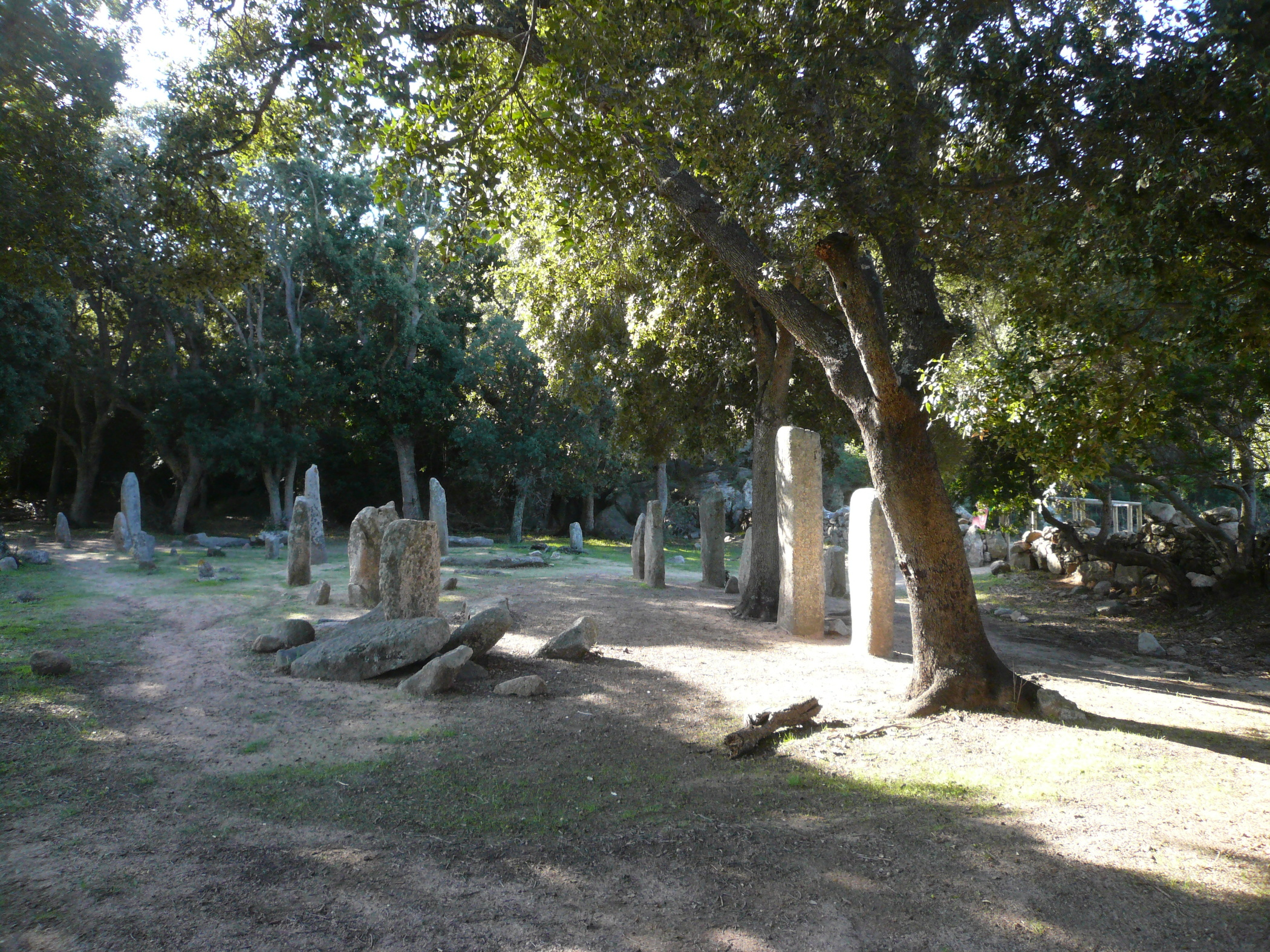
Steenrij van Rinaghju; meer dan 40 menhirs

## Griekenland

Omstreeks 565 v.Chr. stichtten kolonisten uit Phokaia (Phocaea) een kolonie op het eiland: Alalia (het huidige Aléria) en namen bezit van de naburige gronden. De haven lag op een strategische plaats, op de vaarroute tussen Sicilië en het zuiden van Frankrijk, beide belangrijke kolonies van de Grieken.

## Etrurië
Lang hield de stad het echter niet uit. In 539 v.Chr. versloegen de Etrusken en de Carthagers tezamen de Grieken voor de kust van Corsica en bezetten het. De kolonie Alalia op de oostkust van het eiland werd een deel van Etrurië.

## Carthago
De Etrusken kwamen echter in aanraking met de Romeinen en konden hun kolonie op Corsica niet behouden en het eiland werd terug onafhankelijk (niet als één land, maar de stammen stonden niet langer onder buitenlandse overheersing). De Carthagers namen de kolonie over in de 4e eeuw v.Chr. en noemden het eiland naar zijn oud-Griekse naam: Kyrnos (Grieks: bosrijk). In 278 v.Chr. nam Carthago ook bezit van de rest van het eiland.
Het is opmerkelijk dat de Grieken, ondanks het feit dat hun kolonie verloren was gegaan, toch de handel van en naar het eiland bleven domineren. Zelfs nadat het Carthaagse leger vanaf 278 v.Chr. op het eiland aanwezig was, konden de Grieken bijna een monopolie uitbouwen in de hout-sector, in honing en hars.

## Het Fenicisch-Romeins conflict
Rome was de nieuwe macht in de Middellandse Zee en de Romeinse en Fenicische (= Carthaagse) belangen botsten op het eiland Sicilië, waardoor de Eerste Punische Oorlog (264-241 v.Chr.) uitbrak. De Romeinen wonnen deze en konden in 241 v.Chr. Sicilia annexeren en in 238 v.Chr. ook Sardinia en Corsica. Deze twee laatste werden de tweede en de derde provincie van het toekomstige Romeinse Rijk.

## Rome
Bijna 700 jaar lang regeerden de Romeinen over Corsica.

## Vandalen en Byzantijnen

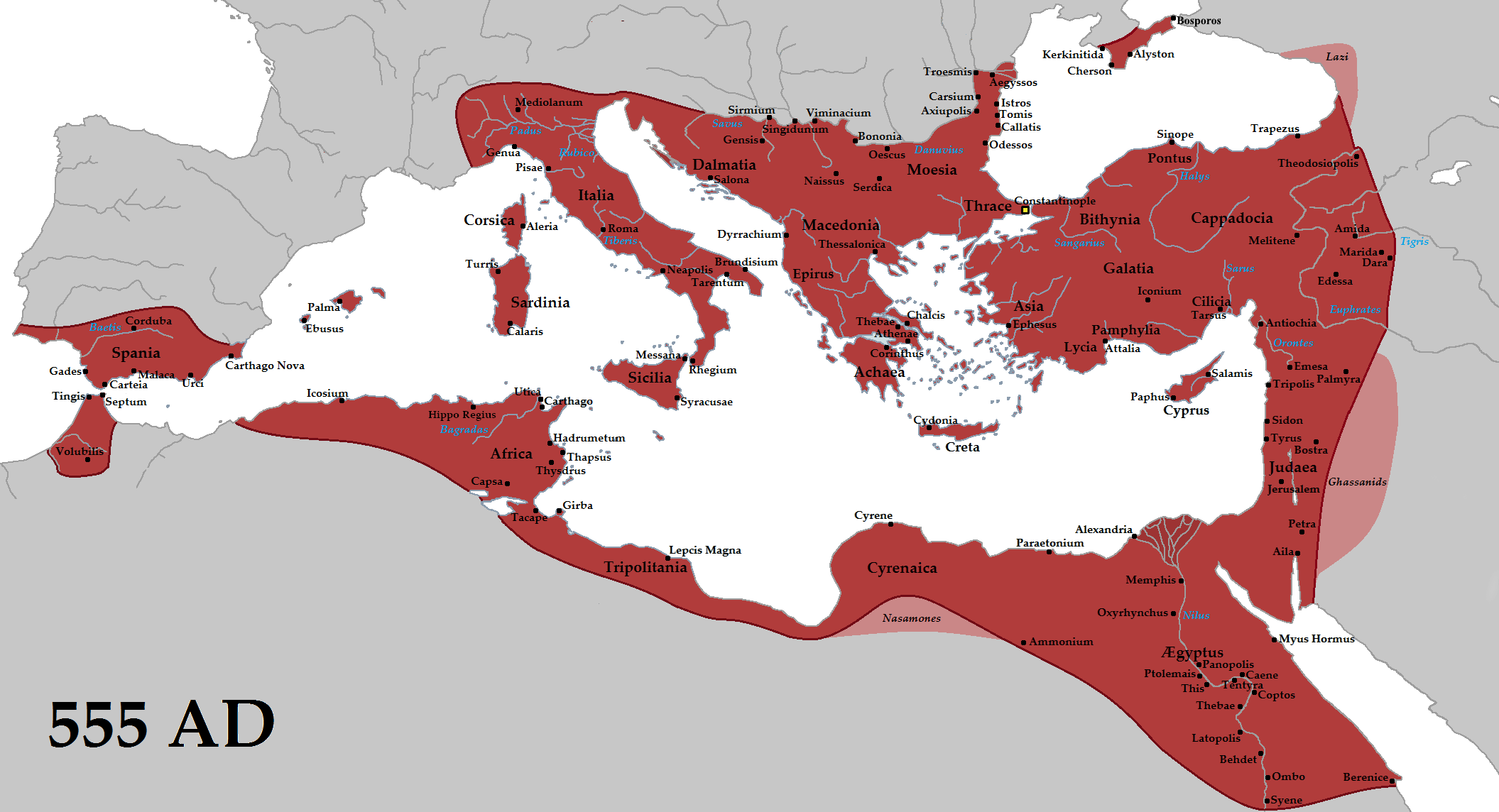

Net als Sardinië maakte het eiland de grote migraties van het begin van de 5e eeuw goed door, maar net als Sardinië in 455 viel het eiland in de handen van de Vandalen, die vanuit Noord-Afrika opereerden.
In 533 veroverde Belisarius, een generaal van Justinianus I, het Vandalenrijk. In 534 volgde een expeditie, die hem Corsica opleverde, samen met Sardinië en de Balearen. In 551 wist Totila het voor de Ostrogoten te veroveren, maar zijn rijk werd spoedig daarop door Byzantium vernietigd.

## Moren en Franken

Paoli's vlag van de Corsicaanse Republiek. De figuur, bekend als "het hoofd van de Moor", is ontstaan op het blazoen van het koninkrijk Aragon in Spanje. Het was oorspronkelijk het hoofd (onthecht of niet opgenomen in verschillende theorieën) van een geblinddoekte gevangene en vertegenwoordigde de open plek van de Moren van het Iberisch schiereiland. Het werd relevant voor Corsica in het 14e-eeuwse koninkrijk Sardinië en Corsica, gesponsord door Aragon, hoewel het gebruik ervan door alle Corsicaanse leiders betwistbaar is. Om de een of andere reden koos Theodore van Corsica het voor zijn onafhankelijke koninkrijk Corsica, hetzij door showmanship of omdat hij een symbool van strijd tegen buitenlandse overheersing wilde. Paoli adopteerde het om de traditie van een onafhankelijk Corsica voort te zetten, aangezien hij praktisch in Neuhoffs schoenen was gestapt. De blinddoek bleek te woest en werd teruggebracht tot een hoofdband.

Onder leiding van Karel de Grote veroverden de Franken het eiland in 807. Bijna 40 jaar later, in 846, viel het in handen van de Moren, die vanuit Noord-Afrika kwamen. Deze overheersing hield niet lang genoeg stand om de bevolking tot de islam te bekeren; tegen 1000 was Corsica (opnieuw) bezit van het (Frankische) Heilige Roomse Rijk geworden en kon de kerstening van de bevolking van het binnenland echt beginnen.

## Genua

In het eerste kwart van de elfde eeuw werd Corsica bedreigd door een Arabische invasie. De republieken Pisa en Genua bevrijdden het eiland van de Arabieren, waarna Corsica onder invloed kwam van Pisa. In deze periode kwam een grote immigratie op gang van Toscane naar Corsica. De vandaag bestaande toponymie dateert voornamelijk van deze periode. Het is ook hierdoor dat de lokale taal die gesproken wordt in het noordelijke twee-derden van het eiland nauw aanleunt bij het Toscaans. De huidige tweedelingen van het eiland, met een grens die ruwweg die hoofdkam volgt van Calvi naar Porto Vecchio, dateert eveneens van deze tijd. De noordoostelijke helft van het eiland, vandaag het departement Haute-Corse, En-Deçà-des-Monts (Frans) of Cismonte (Corsicaans) genoemd, komt grotendeels overeen met het toenmalige Bandi di dentro of Cismonte. De zuidwestelijk helft, vandaag het departement Corse-du-Sud, Au-Delà-des-Monts (Frans) of Pumonti (Corsicaans), komt grotendeels overeen met het toenmalige Bandi di fuori in het westen of Pomonte. De Pomonte was bijna geheel onbewoond, wild en veraf van de bewoonde centra.
Pisa werd in 1284 tijdens  de Slag bij Meloria echter volledig verslagen door de Republiek Genua die op het toppunt van haar macht kwam. Dit had onder meer tot gevolg dat Corsica onder Genuese invloed kwam. In 1296 kreeg de koning van Aragon echter de investituur over Sardinië en Corsica. De bevolking revolteerde hier echter tegen met de hulp van Genua. In de tijd die volgde werd Cismonte bestuurd als een bond van gemeenschappen (comuni) en kerken, naar de Italiaanse structuur. De volgende 150 jaar was een periode met veel conflicten, waarbij de Genuese heerschappij over Corsica betwist werd door Aragon, door lokale edellieden, door de comuni en door de paus. Dit duurde tot 1450, wanneer Genua het beheer van het eiland overliet aan zijn belangrijkste bank, de Banco di San Giorgio. Dit bracht vrede op het eiland.
In de zestiende eeuw vochten Spanje en Frankrijk om de macht in Italië. In 1553 werd Corsica bezet door een Frans-Ottomaanse vloot onder leiding van Sampiero Corso, maar Spanje kon, tezamen met Genua de Genuese heerschappij op het eiland herstellen. Door het Verdrag van Cateau-Cambresis kwam Corsica terug onder Genuese heerschappij. De Genuezen begonnen de Corsicanen echter te onderdrukken en er werden zware belastingen geheven. In dezelfde zestiende eeuw werd het planten van tamme kastanjes, sterk gestimuleerd door ordonnanties die boeren verplichten elk jaar een bepaald aantal bomen te planten. Dit verbeterde de voedselzekerheid op het eiland. Zo kwam de streek Castagniccia (verwijzend naar de kastanje) in het noordoosten van het eiland in de zeventiende eeuw aan zijn naam.
De Genuezen bouwden tussen 1530 en 1620 een reeks torens langs de Corsicaanse kust om het eiland te beschermen tegen aanvallen van Barbarijse zeerovers. De rustige periode eindigde in 1729 wanneer de Corsicaanse Onafhankelijkheidsoorlog losbrak.

## Corsicaanse Onafhankelijkheidsoorlog (1729 - 1769)
In 1729 brak een opstand uit als reactie op een belasting opgelegd door Genua. In 1735 besloot de Consulta van Corti (parlement) dat de Heilige Maria Koningin van Corsica zou worden. Luigi Giafferi, Giacinto Paoli en Andria Ceccaldi werden tot Kapitein van de Natie gekozen. De advocaat Costa begon met het schrijven van een grondwet.

### Koninkrijk Corsica (1736)
In 1736 werd Theodor von Neuhoff uit Duitsland koning Tiadoru van Corsica. Hij bleef echter maar acht maanden aan de macht. Genua wilde Corsica houden en Giacinto Paoli probeerde daarom hulp te vinden in Europa, maar kreeg die niet. Hij leefde in ballingschap in Napels, en stierf in 1756 in Londen.

### Corsicaanse Republiek (1755 - 1769)
In 1755 heeft Genua, ondanks de Franse en Oostenrijkse hulp, alleen maar controle over de presidii: Bastia, San Fiurenzu, Calvi en Bonifacio. Dat jaar wordt Pasquale Paoli, zoon van Giacinto Paoli, als kapitein van de Natie gekozen. Pasquale was bevriend met Rousseau, James Boswell en de beroemde Franse schrijver en filosoof Voltaire. In november 1755 roept hij de Corsicaanse Republiek uit. Hij maakt een democratische grondwet en wordt in heel Europa beroemd: uit ieder pieve wordt er een afgevaardigde gekozen voor de Consulta. Dat parlement kiest dan de Kapitein van de Natie (Capu Ginarale di Statu). Corte wordt de hoofdstad. Paoli opent onder andere een universiteit (in 1765), en laat zijn eigen munt (a zecca) maken. 
Corsica krijgt zijn vlag en zijn hymne: Dio Vi Salvi Regina. Het land heeft Nederlandse en Engelse steun. In 1758-59 sticht Paoli de stad en haven L'Île-Rousse, als tegengewicht voor het door Genua bezette Calvi.
In 1768 is Genua radeloos en roept Frankrijk te hulp met het Verdrag van Versailles, waarbij het eiland in pand gegeven wordt aan Frankrijk. Frankrijk stuurt invasietroepen naar het eiland. Eerst worden deze verslagen door de legers van Paoli op het slagveld bij Borgo op 6 oktober 1768. In 1769 (geboortejaar van Napoleon Bonaparte) neemt Frankrijk de havens en de vestingen van het eiland onder controle.
In mei 1769 worden het Corsicaanse leger verslagen door de Franse troepen bij de slag bij Ponte Novu. In 1770 wordt het eiland een Franse provincie en tot aan de Franse Revolutie wordt het beschouwd als persoonlijk bezit van de koning. In 1794 werd Corsica ingenomen door Britse troepen en werd het zogenaamde Anglo-Corsicaanse Koninkrijk opgericht, met Gilbert Elliot als vice-koning. Hiertegen kwam binnenlands verzet en na een moeizame militaire campagne wisten Franse troepen het eiland in 1796 terug te veroveren.
Voor Frankrijk dat in de Zevenjarige Oorlog (1756-1763) zijn Noord-Amerikaanse kolonie in Canada verloren had, was de verovering van het strategisch gelegen Corsica belangrijk, om tenminste in het westelijk deel van de Middellandse Zee nog macht uit te oefenen.

## Frankrijk
Het werd de tijd van de vendetta's die schrijvers als Prosper Mérimée inspireerden en die het beeld van het eiland nog steeds beheersen.
In 1789-90 wordt de provincie opgeheven en wordt Corsica een departement. In 1793 wordt het departement gesplitst in het departement van de Golo (noordwesten, met Bastia als hoofdplaats) en dat van de Liamone (zuidwesten, met Ajaccio als hoofdplaats). In 1811 werden beide departementen opnieuw samengevoegd met Ajaccio als hoofdstad. De industriële revolutie zette zich traag door op Corsica. Het wegennet werd maar traag uitgebreid en pas in 1878 werd de eerste spoorweg aangelegd. Het overgrote deel van de bevolking leefde in armoede en het kwam tot een massale emigratie naar Frankrijk en zijn kolonies.
De Franse taal werd ingevoerd en het Corsicaans verdween naar de achtergrond. Hiertegen ontstond verzet. 1975 werd uitgeroepen als jaar van de riacquistu, een beweging die de cultuur, taal en de identiteit van Corsica promoot. Nationalisten van het ARC (Action régionaliste corse) en het FLNC (Front de la libération nationale de la Corse) begonnen met gewelddadige acties tegen de inwijking van Fransen (samengaand met de opkomst van het toerisme) en de Franse overheersing.
Sinds 1975 is Corsica weer verdeeld in twee departementen: La Haute Corse (2B) met Bastia als hoofdstad en prefectuur en La Corse du Sud (2A), met Ajaccio als hoofdstad en prefectuur. De grens tussen beide departementen loopt gelijk met die tussen de Golo en de Liamone, met één verschil. De streek Niolo, die in het stroomgebied van de Golo-rivier ligt, behoorde niet tot het departement van de Golo tussen 1793 en 1811 maar tot dat van de Liamone. Sinds 1975 volgt de grens een meer natuurlijk verloop over de hoofdkam van het eiland langs de Col de Vergio.
In 1981 werd de Universiteit van Corse, gesloten in 1768, opnieuw opgericht.
Beginnend met de Akkoorden van Matignon kwam de Franse staat stilaan tegemoet aan de eisen van de nationalisten. Er kwam een Corsicaanse grondwet, een nationale vergadering en een executieve voor gans Corsica, dat door Frankrijk erkend werd als een "territoriale collectiviteit".
In maart 2022 braken ernstige rellen uit, naar aanleiding van de aanval, in een Franse gevangenis, op de Corsicaanse activist Yvan Colonna, die levenslang vastzat vanwege de moord op de gouverneur van Corsica in 1998. Colonna overleed op 21 maart 2022 aan de gevolgen van de aanval. 
In maart 2024 bereikte de Franse minister van Binnenlandse Zaken Gérald Darmanin een politiek akkoord over meer autonomie met acht Corsicaanse raadsleden die de verschillende politieke stromingen van het eiland vertegenwoordigden. Het akkoord, dat voorziet in een "autonome status" voor Corsica "binnen de Republiek", werd op 27 maart goedgekeurd door de Corsicaanse assemblee, en voor bekrachtiging voorgelegd aan het Franse parlement.